# Leng (scheepsterm)
Een leng is een strop van touw om een last mee op te hangen of hijsen.
De leng werd onder meer toegepast om goederen aan boord te hijsen, het dekluik te openen en soms ook (bij grotere schepen) om een sloep veilig buiten boord te hangen.